# Bill Paxton

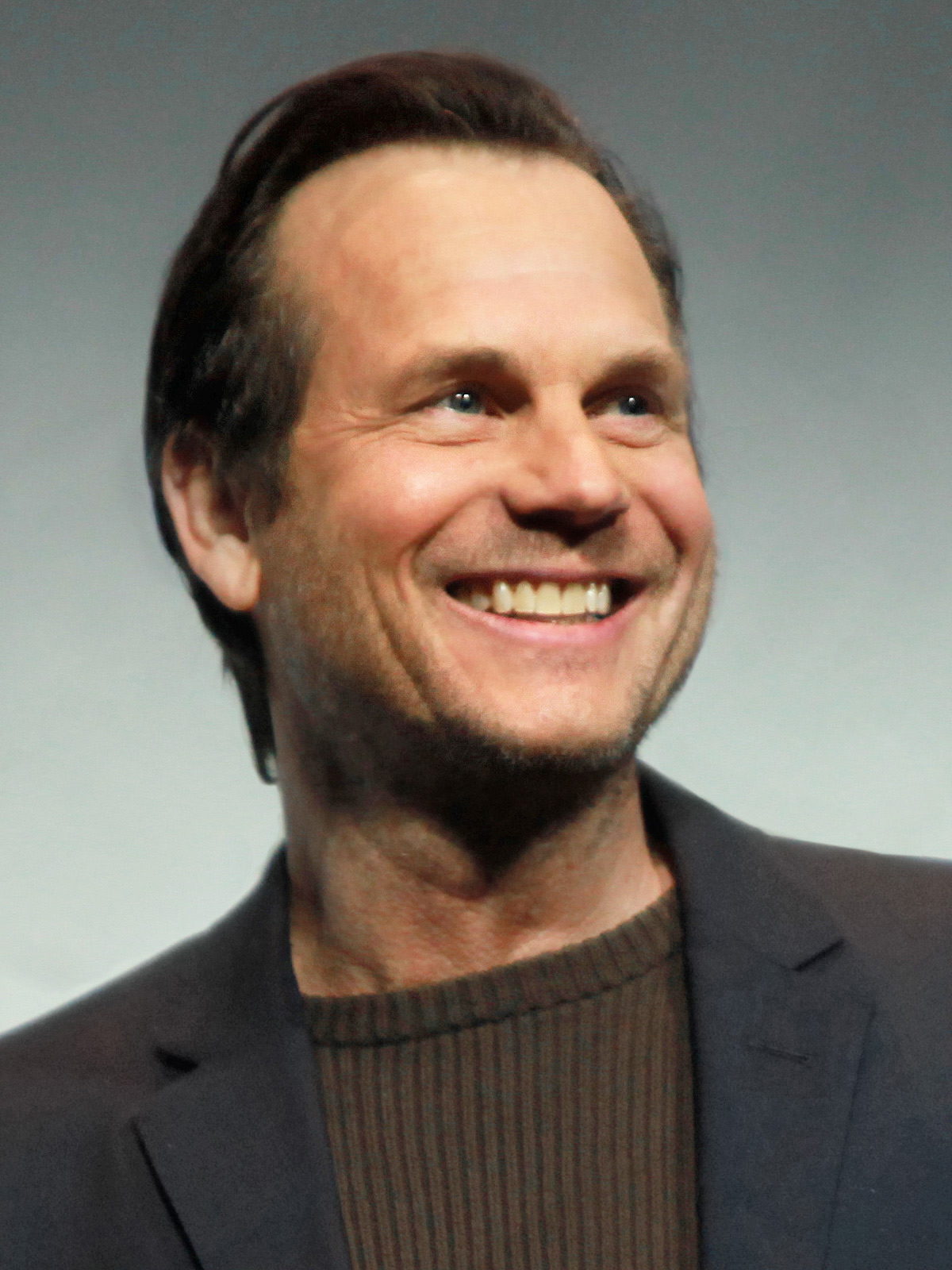
Bill Paxton (2014)

William Archibald „Bill“ Paxton (* 17. Mai 1955 in Fort Worth, Texas; † 25. Februar 2017 in Los Angeles, Kalifornien) war ein US-amerikanischer Schauspieler und Regisseur.

## Leben
Bill Paxton wurde in Fort Worth als Sohn von Mary Lou und John Lane Paxton geboren. Im Alter von 18 Jahren zog er nach Los Angeles, wo er sich als Dekorateur und Kulissenhilfe verdingte. 1975 stand Paxton für den Film Verrückte Mama das erste Mal vor der Kamera. 1981 wurde er von James Cameron für den Film Galaxie des Schreckens für das Szenenbild verpflichtet. Nachdem ihn Filmhochschulen in Kalifornien abgelehnt hatten, begann er als Schauspieler zu arbeiten. Er hatte Nebenrollen in Ich glaub’, mich knutscht ein Elch! und L.I.S.A. – Der helle Wahnsinn. Er zog nach New York, wo er bei Stella Adler (Studio of Acting in NYC) Schauspiel studierte. Während seiner Studienzeit hatte er zahlreiche kleinere Engagements in Fernsehproduktionen, zudem schrieb und produzierte er Kurzfilme.
1984 wurde er Sänger der New-Wave-Band Martini Ranch. Mit der Band veröffentlichte er ein Album und zwei Singles.
Im gleichen Jahr spielte er eine kurze Nebenrolle in Camerons Terminator als ein von diesem angegriffener Punk. Durch die Bekanntschaft zu Cameron, mit dem er später auch privat eng befreundet war, kam Paxton 1986 zur Rolle des 'Private Hudson' in dem Science-Fiction-Film Aliens – Die Rückkehr. Der eigentliche Durchbruch gelang ihm allerdings erst 1992 mit dem Film One False Move. 1994 war Paxton als windiger Autoverkäufer in Camerons True Lies – Wahre Lügen zu sehen, 1995 als Astronaut in Apollo 13 an der Seite von Tom Hanks und Kevin Bacon. 1996 folgte unter der Regie von Jan de Bont und an der Seite von Helen Hunt der Katastrophenfilm Twister. 1997 verkörperte er die Figur Brock Lovett in dem mit elf Oscars prämierten Blockbuster Titanic, bei dem erneut Cameron Regie führte. Nachdem der ursprünglich eingeplante Darsteller kurz vor Drehbeginn abgesagt hatte, übernahm er auf Camerons Bitten die Rolle ohne zuvor das Drehbuch gelesen zu haben.
Von 1997 an produzierte Paxton auch selbst Filme. Seinen Einstand gab er mit Traveller – Die Highway-Zocker mit Mark Wahlberg und Julianna Margulies. 2001 debütierte er mit Dämonisch als Regisseur, 2005 folgte sein zweiter Film Das größte Spiel seines Lebens. Für seine Rolle neben Kevin Costner in der Miniserie Hatfields & McCoys war er 2012 für einen Emmy nominiert.
Seine erste Ehe von 1979 mit Kelly Rowan wurde bereits 1980 wieder geschieden. 1987 heiratete er Louise Newbury; sie lebten mit den beiden gemeinsamen Kindern in Ojai in Kalifornien. 
Bill Paxton starb am 25. Februar 2017 im Alter von 61 Jahren. Todesursache war ein Schlaganfall, den er nach Komplikationen bei einer Herz-Operation erlitten hatte. Dabei wurde Paxton im Cedars-Sinai Medical Center in Los Angeles eine neue Herzklappe eingesetzt sowie ein Aneurysma an der Hauptschlagader behandelt. Paxtons Familie warf dem zuständigen Arzt Behandlungsfehler vor und verklagte das Krankenhaus wegen widerrechtlicher Tötung. Im Frühjahr 2022 wurde ihnen in einer Teileinigung eine Million US-Dollar zugesprochen.
Paxton wurde auf dem Forest Lawn Memorial Park in Hollywood beerdigt.

## Filmografie (Auswahl)
- 1975: Verrückte Mama (Crazy Mama)
- 1980: Fish Heads (Kurzfilm)
- 1980: The Six O’Clock Follies (Fernsehserie)
- 1981: Ich glaub’, mich knutscht ein Elch! (Stripes)
- 1983: Great Day (Kurzfilm)
- 1983: Taking Tiger Mountain
- 1983: Verflucht sei, was stark macht (The Lords of Discipline)
- 1983: Mrs. Lynch (Night Warning)
- 1983: Highschool Killer (Deadly Lessons, Fernsehfilm)
- 1983: Hall of Death – Die Todeshalle (Mortuary)
- 1984: Pat Benatar – Shadows of the Night (Musikvideo)
- 1984: Straßen in Flammen (Streets of Fire)
- 1984: Impulse – Stadt der Gewalt (Impulse)
- 1984: Terminator (The Terminator)
- 1985: The Atlanta Child Murders (Fernsehserie)
- 1985: L.I.S.A. – Der helle Wahnsinn (Weird Science)
- 1985: Phantom-Kommando (Commando)
- 1985: Früher Frost (An Early Frost, Fernsehfilm)
- 1986: Sky Rider (Riding Fast)
- 1986: Aliens – Die Rückkehr (Aliens)
- 1986: Fresno (Fernsehserie)
- 1986: Miami Vice (Fernsehserie)
- 1987: Der Hitchhiker (The Hitchhiker, Fernsehserie, eine Episode)
- 1987: Near Dark – Die Nacht hat ihren Preis (Near Dark)
- 1987: New Order – Touched by the Hand of God (Musikvideo)
- 1988: Martini Ranch – Reach (Musikvideo)
- 1988: Faule Tricks und fromme Sprüche (Pass the Ammo)
- 1989: Slipstream – Gefangene des Windes (Slipstream)
- 1989: Ruf nach Vergeltung (Next of Kin)
- 1990: Back to Back
- 1990: Brain Dead
- 1990: Blue Heat – Einsame Zeit für Helden (The Last of the Finest)
- 1990: Navy Seals – Die härteste Elitetruppe der Welt (Navy Seals)
- 1990: Predator 2
- 1991: Dr. Demento 20th Anniversary Collection (Kurzfilm)
- 1991: The Dark Backward
- 1992: One False Move
- 1992: Scary – Horrortrip in den Wahnsinn (The Vagrant)
- 1992: Trespass
- 1993: Future Shock
- 1993: Indian Summer – Eine wilde Woche unter Freunden (Indian Summer)
- 1993: Boxing Helena
- 1993: Geschichten aus der Gruft (Tales from the Crypt, Fernsehserie, eine Episode)
- 1993: Monolith (Hauptrolle)
- 1993: Tombstone
- 1994: Die James Gang (Frank & Jesse)
- 1994: True Lies – Wahre Lügen (True Lies)
- 1995: Apollo 13
- 1995: Last Supper – Die Henkersmahlzeit (The Last Supper)
- 1996: Twister
- 1996: Jahre der Zärtlichkeit – Die Geschichte geht weiter (The Evening Star)
- 1997: Traveller – Die Highway-Zocker (Traveller)
- 1997: Titanic
- 1998: A Bright Shining Lie – Die Hölle Vietnams (A Bright Shining Lie, Fernsehfilm)
- 1998: Ein einfacher Plan (A Simple Plan)
- 1998: Mein großer Freund Joe (Mighty Joe Young)
- 2000: U-571
- 2000: Vertical Limit
- 2001: Dämonisch (Frailty, auch Regie)
- 2002: Spy Kids 2 – Die Rückkehr der Superspione (Spy Kids 2: Island of Lost Dreams)
- 2003: Resistance
- 2003: Die Geister der Titanic (Ghosts of the Abyss, Dokumentarfilm)
- 2003: Frasier (Fernsehserie, Episode 10x23, Stimme)
- 2003: Mission 3D (Spy Kids 3-D: Game Over)
- 2003: Limp Bizkit - Eat you alive (Musikvideo)
- 2004: Club Mad (Club Dread)
- 2004: Thunderbirds
- 2004: Haven
- 2005: Das größte Spiel seines Lebens (The Greatest Game Ever Played, Regie)
- 2006–2009: Big Love (Fernsehserie, 53 Episoden)
- 2007: The Good Life
- 2011: Haywire
- 2012: Hatfields & McCoys (Miniserie)
- 2013: The Colony – Hell Freezes Over (The Colony)
- 2013: 2 Guns
- 2014: Million Dollar Arm
- 2014: Marvel’s Agents of S.H.I.E.L.D. (Fernsehserie, 6 Episoden)
- 2014: Edge of Tomorrow (Live. Die. Repeat.)
- 2014: Nightcrawler – Jede Nacht hat ihren Preis (Nightcrawler)
- 2015: Pixies (Stimme)
- 2015: Texas Rising (Miniserie, 5 Episoden)
- 2015: The Gamechangers (Fernsehfilm)
- 2016: Term Life – Mörderischer Wettlauf (Term Life)
- 2016: Mean Dreams
- 2017: The Circle
- 2017: Training Day (Fernsehserie, 13 Episoden)
- 2019: Taking Tiger Mountain Revisited

## Videospiele
- 2015: Call of Duty: Advanced Warfare als spielbarer Charakter im Spielmodus Exo Zombies.

## Nominierungen und Auszeichnungen
Golden Globe Awards
- 2010 Nominierung für den Golden Globe Beste Leistung eines Darstellers in einer Fernsehserie – Drama für Big Love
- 2008 Nominierung für den Golden Globe Beste Leistung eines Darstellers in einer Fernsehserie – Drama für Big Love
- 2007 Nominierung für den Golden Globe Beste Leistung eines Darstellers in einer Fernsehserie – Drama für Big Love
- 1999 Nominierung für den Golden Globe Beste Leistung eines Darstellers in einer Fernsehserie – Drama für A Bright Shining Lie

Primetime Emmy Award
- 2012 Nominierung für den Primetime Emmy Award Beste Leistung eines Darstellers in einer Fernsehserie – Drama für Hatfields & McCoys

Saturn Awards
- 2003 Filmmaker’s Showcase Award Bester Regisseur für Dämonisch
- 1997 Nominierung für den Saturn Award Bester Darsteller für Twister
- 1995 Nominierung für den Saturn Award Bester Nebendarsteller für True Lies
- 1988 Nominierung für den Saturn Award Bester Nebendarsteller für Near Dark
- 1987 Saturn Award Bester Nebendarsteller für Aliens

Awards Circuit Community Awards
- 1995 Nominierung für das Beste Ensemble für Apollo 13

CableACE Awards
- 1995 Nominierung für den CableACE Beste Leistung eines Darstellers in einer Fernsehserie Tales from the Crypt

Episode „People Who Live in Brass Hearses“
Chicago Film Critics Association Award
- 2003 Nominierung für den CFCA Award Vielversprechendster Regisseur für Dämonisch

Deep Ellum Film Festival
- 2001 Texas Filmmaker Award

Monte-Carlo TV Festival
- 2013 Nominierung für die Golden Nymph Bester Darsteller in einer Serie für Hatfields & McCoys

Online Film & Television Association
- 2012 Nominierung für den OFTA Television Award Bester Darsteller in einer Serie für Hatfields & McCoys
- 2003 Nominierung für den OFTA Film Award Beste erste Regiearbeit für Dämonischy

Online Film Critics Society Awards
- 2003 Nominierung für den OFCS Award Beste erste Regiearbeit für Dämonisch

Satellite Award
- 2009 Nominierung für den Satellite Award Bester Darsteller in einer Serie für Big Love
- 2007 Nominierung für den Satellite Award Bester Darsteller in einer Serie für Big Love
- 2006 Nominierung für den Satellite Award Bester Darsteller in einer Serie für Big Love

Screen Actors Guild Award
- 2013 Nominierung Bester Darsteller in einer Serie für Hatfields & McCoys
- 1998 Nominierung Bestes Ensemble für Titanic
- 1996 Nominierung Bestes Ensemble für Apollo 13

Western Heritage Awards
- 2013 Bronzener Wrangler in der Kategorie Western Documentary für Hatfields & McCoys

Women’s Image Network Awards
- 2006 WIN Award Bester Hauptdarsteller in einer Drama-Serie für Big Love